# 1959 w sztukach plastycznych
Wydarzenia w sztukach plastycznych i wizualnych w 1959 roku.

## Wydarzenia
- Allan Kaprow zorganizował w nowojorskiej Reuben Gallery wydarzenie 18 przygód w 6 częściach, które jako pierwszy określił mianem happeningu; sformułował także definicję tego rodzaju nowej formy artystycznej[1].
- W Krakowie otwarto Galerię Krzysztofory[2].

## Malarstwo
- Rafael Canogar

Obraz nr 41
- Manuel Viola

Proroctwo
- Salvador Dalí

Odkrycie Ameryki przez Krzysztofa Kolumba (Sen Krzysztofa Kolumba) (1958-1959)
- Jasper Johns

Flastart (False Start) – olej na płótnie, 170,7x137 cm
- Frank Stella

Die Fahne Hoch – farba emaliowana na płótnie, 308,6x185,4 cm

## Grafika
- Maurits Cornelis Escher

Granica koła III – drzeworyt langowy
Ryby i łuski – drzeworyt langowy
Płaskie robaki – litografia

## Rzeźba
- Władysław Hasior

Ratownikom górskim – rzeźba plenerowa w Zakopanem
- Alina Szapocznikow

Mała II (1958-1959)
Mała III (1958-1959)
Kobieta-róża (1958-1959)
Małe formy rzeźbiarski (1958-1959)
Bellissima
Pomona
Relief
Kochankowie IV
Pnąca
Ptak
Syrena I
Syrena III

## Nagrody
- World Press Photo – Stanislav Tereba[12]

## Urodzeni
- 7 stycznia – Grzegorz Klaman, polski artysta współczesny
- 14 stycznia – Jadwiga Sawicka, polska malarka współczesna
- 7 lipca – Zbigniew Libera, polski artysta współczesny
- Francis Alÿs – belgijski malarz i performer
- Danuta Dąbrowska, artystka multimedialna, fotografka, autorka obrazów, instalacji i cyklów fotografii

## Zmarli
- 6 lipca – George Grosz (ur. 1893), niemiecko-amerykański malarz, grafik i karykaturzysta
- 23 września - Adam Styka (ur. 1890), polski malarz